# Dmitrij Stratan
Dmitrij Iwanowicz Stratan, ros. Дмитрий Иванович Стратан, ukr. Дмитро Іванович Стратан (ur. 24 stycznia 1975 we Lwowie, Ukraińska SRR) – rosyjski piłkarz wodny ukraińskiego pochodzenia. Dwukrotny medalista olimpijski. Reprezentant Rosji, a wcześniej Ukrainy.

## Kariera klubowa
Wychowanek Dynama Lwów, w barwach której rozpoczął karierę piłkarza wodnego. W 1995 wyjechał do Słowenii, gdzie przez dwa lata był zawodnikiem WK Koper. Potem przeniósł się do Rosji, gdzie otrzymał obywatelstwo w 1997 roku. Występował w drużynach Spartak-Wołgograd, Szturm-2002 Lubiercy i WK Czechow. Przez rok do lata 2002 bronił barw francuskiego WC Marseille, po czym wrócił do Rosji. W 2014 roku zakończył swoją karierę sportową.

## Kariera reprezentacyjna
Brał udział w trzech igrzyskach (IO 96, IO 00, IO 04), na dwóch zdobywał medale. W 1996 startował w barwach Ukrainy. Po zmianie obywatelstwa kolejne dwa starty dla Rosji przyniosły mu srebro (2000) i ponownie brąz (2004). W 2001 zajął trzecie miejsce na mistrzostwach świata. Był również brązowym medalistą mistrzostw Europy (w 1997).

## Kariera trenerska
Po zakończeniu kariery waterpolisty rozpoczął pracę szkoleniową. W 2014 stał na czele Dinamo Astrachań.

## Sukcesy
Dynamo Lwów
- mistrz Ukrainy (1x): 1994

WK Koper
- mistrz Słowenii (1x): 1995
- zdobywca Pucharu Słowenii (1x): 1995

Spartak-Wołgograd
- mistrz Hiszpanii (3x): 1997, 1999, 2011
- zdobywca Pucharu Rosji (2x): 1998, 2000

Szturm-2002 Lubiercy
- mistrz Hiszpanii (4x): 2005, 2006, 2008, 2009
- zdobywca Pucharu Rosji (2x): 2006, 2008

WC Marseille
- wicemistrz Francji (1x): 2002

## Odznaczenia
- Order Przyjaźni: 2001